# Daystar Television Network
Daystar Television Network (ou Daystar TV) é uma rede de televisão cristã evangélica norte-americana, sediada em Bedford (Texas).

## História
A Daystar teve suas raízes em 1993, quando Marcus Lamb e seu ministério Word of God Fellowship adquiriram o canal KMPX (canal 29), uma estação UHF anteriormente extinta em Dallas, Texas, passando a transmitir uma programação cristã. Lamb é nativo da Geórgia e começou a pregar aos 15 anos. Em 1982, ele se casou com Joni Trammel, e juntos eles começaram a viajar os Estados Unidos, pregando em igrejas, convenções e cruzadas.
Em 1984, os dois se mudaram para Montgomery, Alabama e lançaram outra estação de televisão. Em menos de um ano, a WMCF-TV (canal 45) tornando-se a primeira estação de televisão cristã no estado, após cinco anos, em 1990 venderam a emissora para a Trinity Broadcasting Network (TBN). Posteriormente se mudaram para Dallas, Texas, onde, em 1993. A Daystar foi lançada oficialmente em 31 de dezembro de 1997.
Desde 1993, as instalações da Daystar triplicaram de tamanho, e seu sinal via satélite chega a 200 países e 670 milhões de lares em todo o mundo.

## Programação
A Daystar transmite programas de ministros evangélicos e palestrantes de todo o mundo. A Daystar enfrentou muita controvérsia em Israel, quando se tornou a primeira rede de televisão cristã estrangeira a ser concedida uma licença de transmissão dor governo israelense em 2006. O anúncio atraiu críticas de líderes judeus em Israel e nos Estados Unidos, que acreditavam que o objetivo da rede foi inteiramente converter judeus israelenses através de seus muitos programas voltados especificamente para os telespectadores judeus messiânicos. Em 2007, o provedor de tv a cabo israelense HOT anunciou que iria abandonar Daystar de sua grade, argumentou que a decisão foi tomada depois da empresa receber reclamações sobre o conteúdo da Daystar. A Daystar pediu à Suprema Corte de Israel para julgar o caso, acusando a HOT de discriminação religiosa. Dois anos depois, a HOT reverteu sua decisão e incluiu novamente a rede Daystar.
São transmitidos diversas pregações ao vivo ou gravado de vários ministérios, incluindo os de, Benny Hinn, Kenneth Copeland, T. D. Jakes, Rick Warren, Joyce Meyer, Joel Osteen, John Hagee, David Reagan, Kerry Shook, Sid Roth Creflo Dollar, Jack Graham, Hal Lindsey, Jonathan Falwell.
A cantora brasileira Ana Paula Valadão, vocal e líder do Ministério Diante do Trono também já se apresentou diversas vezes no canal.
- Este artigo foi inicialmente traduzido, total ou parcialmente, do artigo da Wikipédia em inglês cujo título é «Daystar Television Network», especificamente desta versão.

1. ↑  About
2. ↑  Cristiansattv
3. ↑  Marcus & Joni
4. ↑  «Ousted Christian TV Network Takes Case to Israeli High Court». The Christian Post. Consultado em 30 de novembro de 2014
5. ↑  «Pat Boone sells tiny plots of Israeli land to Christian Zionists». Mondoweiss. Consultado em 30 de novembro de 2014
6. ↑  http://www.daystar.com/guest-guide/ana-paula-valadao/